# Репутационный риск
Репутационный риск — риск потери прибыли или поставщиков, вследствие неблагоприятного восприятия имиджа компании.
Деловая репутация организации — это оценка участниками гражданского оборота деятельности организации, а также действий её реальных владельцев, аффилированных лиц, дочерних и зависимых организаций. Деловая репутация — наиболее ценный нематериальный актив компании, где одним из важнейших принципов является доверие клиентов и партнеров. Высокая репутация помогает компании при прочих равных условиях разрабатывать более успешные конкурентные стратегии и получать более высокий доход. Из-за недостатков в организации деятельности компании, отступления от обычаев делового оборота, нарушения этических принципов бизнеса и норм общественной морали, подозрения в участии компании, его клиентов или сотрудников в противоправной деятельности может возникнуть репутационный риск.